# Роберт Австрийский-Эсте
Эрцгерцог Роберт Австрийский-Эсте , также известен как Роберт Габсбург-Лотарингский (нем.  Robert Karl Ludwig Maximilian Michael Maria Anton Franz Ferdinand Joseph Otto Hubert Georg Pius Johannes Marcus d'Aviano, Erzherzog von Österreich, Königlicher Prinz von Ungarn und Böhmen und Herzog d’Este, 8 февраля 1915, Шёнбруннский дворец, Вена, Австро-Венгрия — 7 февраля 1996, Базель, Базель-Штадт, Швейцария) — представитель Габсбург-Лотарингского дома, 1-й глава ветви Австрийских-Эсте (16 апреля 1917 — 6 февраля 1996).

## Биография

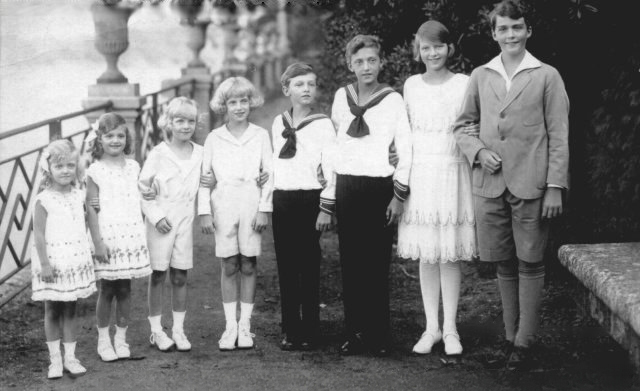
Дети императорской четы: Отто, Аделаида, Роберт, Феликс, Карл Людвиг, Рудольф, Шарлотта и Елизавета (справа налево)

Родился 8 февраля 1915 года в Шёнбруннском дворце в Вене, столице Австро-Венгрии. Второй сын последнего императора Австро-Венгрии Карла I (1887—1922) и его жены, принцессы Циты Бурбон-Пармской (1892—1989). Братья — эрцгерцоги Отто, Феликс, Карл Людвиг и Рудольф.
16 апреля 1917 года двухлетний эрцгерцог Роберт получил от своего отца, императора Карла I, титул эрцгерцога Австрийского-Эсте. Эрцгерцог Роберт Австрийский-Эсте стал претендовать на некогда суверенное герцогство Модена, которое принадлежало дому д’Эсте. Таким образом, он стал наследником своего убитого родственника, эрцгерцога Франца-Фердинанда Австрийского (1863—1914), который в 1875 году получил титул эрцгерцога Австрийского-Эсте. Герцогство Моденское в 1860 году было включено в состав Итальянского королевства.
По отцовской линии эрцгерцог Роберт Австрийский-Эсте был потомком Эрколе III д’Эсте, герцога Модены (1727—1803), а по материнской линии — Марии Беатриче д’Эсте (1750—1829) и её мужа, эрцгерцога Фердинанда Австрийского (1754—1806). Эрцгерцог Роберт и его потомки по мужской лини стали носить фамилию «Австрийские-Эсте», а он сам принял также титул герцога Эсте, главы линии Австрийских-Эсте Габсбург-Лотарингского дома.
С 11 ноября 1918 по 23 марта 1919 года эрцгерцог Роберт проживал с родителями в замке Эккартзау в Нижней Австрии, с 1919 по 1923 год он находился с родителями в эмиграции в Швейцарии, позднее на острове Мадейра и в Испании. В 1929 году императорская семья переехала из Испании в Бельгию. Эрцгерцог Роберт окончил Лёвенский католический университет, став доктором экономических наук. В 1945 году он попытался начать политическую деятельность в Австрии, но был выдворен из страны. Занимался банковским делом в Брюсселе.
7 февраля 1996 года 80-летний эрцгерцог Роберт Австрийский-Эсте скончался в Базеле (Швейцария). Он был похоронен в семейном склепе в аббатстве Мури, близ Цюриха. Новым главой линии эрцгерцогов Австрийских-Эсте стал его старший сын, эрцгерцог Лоренс Австрийский-Эсте, принц Бельгийский (род. 1955).

## Брак и дети
Эрцгерцог Роберт женился на принцессе Маргарите Савойской-Аостcкой (7 апреля 1930— 10 января 2022), старшей дочери Амадея Савойского, 3-го герцога Аостского (1898—1942), и принцессы Анны Орлеанской (1906—1986). Гражданская церемония бракосочетания состоялась 28 декабря 1953 года в городе Бурк-ан-Брес (Франция), а церковная — 29 декабря 1953 года в Бру (Франция). У супругов было пять детей:
- Эрцгерцогиня Мария Беатрис Австрийская-Эсте (род. 11 декабря 1954), муж с 1980 года граф Рипранд фон Арко-Цинненберг (1955—2021), правнук последнего короля Баварии Людвига III и Марии Терезии, эрцгерцогини Австрийской-Эсте. У них было шесть дочерей:
  - Графиня Анна Терезия фон унд цу Арко-Цинненберг (род. 1981) — с 29 сентября 2018 года супруга Колина Маккензи.
    - Жозефина Маккензи (2019)

  - Графиня Маргарита фон унд цу Арко-Цинненберг (род. 1983)
  - Графиня Олимпия фон унд цу Арко-Цинненберг, принцесса Наполеон (род. 1988) — с 19 октября 2019 года супруга Жана Кристофа, принца Наполеона.
    - Луи Шарль Наполеон (7 декабря 2022)

  - Графиня Максимилиана Эме Мария фон унд цу Арко-Цинненберг (род. 1990)
  - Графиня Мари Габриэль фон унд цу Арко-Цинненберг (род. 1992)
  - Графиня Джорджиана фон унд цу Арко-Цинненберг (род. 1997)
- Эрцгерцог Лоренц Австрийский-Эсте (род. 16 декабря 1955), женат с 1984 года на бельгийской принцессе Астрид (род. 1962), единственной дочери короля бельгийцев Альберта II. У них три дочери и два сына:
  - Принц Амадео Бельгийский, эрцгерцог Австрийский-Эсте (род. 1986), с 2014 года женат на Элизабет Марии Росбох фон Волькенштайн, трое детей:
    - Эрцгерцогиня Анна Астрид Австрийская-Эсте, принцесса Моденская (род. 17 мая 2016)
    - Эрцгерцог Максимилиан Австрийский-Эсте, принц Моденский (род. 6 сентября 2019)
    - Эрцгерцогиня Аликс Австрийская-Эсте, принцесса Моденская (род. 2 сентября 2023)

  - Принцесса Мария Лаура Бельгийская, эрцгерцогиня Австрийская-Эсте (род. 1988), замужем за Уильямом Исви, один сын:
    - Альберт Исви (род. 26 января 2025)

  - Принц Иоахим Бельгийский, эрцгерцог Австрийский-Эсте (род. 1991)
  - Принцесса Луиза-Мария Бельгийская, эрцгерцогиня Австрийская-Эсте (род. 1995)
  - Принцесса Летиция Мария Бельгийская, эрцгерцогиня Австрийская-Эсте (род. 2003)
- Эрцгерцог Герхард Австрийский-Эсте (род. 30 октября 1957), с 2015 года женат на Ирис Jandrasits (род. 1961)
- Эрцгерцог Мартин Австрийский-Эсте (род. 21 декабря 1959), женат с 2004 года на принцессе Екатерине Изенбургской (род. 21 октября 1971), дочери Франца-Александра, принца Изенбургского, и сестре Софии, принцессы Прусской[англ.] (род. 1978). У них три сына и дочь:
  - Эрцгерцог Бартоломей Австрийский-Эсте (род. 2006)
  - Эрцгерцог Эммануэль Австрийский-Эсте (род. 2008)
  - Эрцгерцогиня Хелена Австрийская-Эсте (род. 2009)
  - Эрцгерцог Луиджи Австрийский-Эсте (род. 2011)
- Эрцгерцогиня Изабелла Австрийская-Эсте (род. 2 марта 1963), муж с 1997 года граф Андраш Зарноки-Лукеши (род. 21 апреля 1960). У них есть три сына и дочь:
  - Альвизе Зарноки-Лукеши (род. 1999)
  - Карло Зарноки-Лукеши (2000)
  - Мария Анна Зарноки-Лукеши (род. 2002)
  - Алессандро Зарноки-Лукеши (род. 2004)